# Finn Dicke
Finn Jesper Dicke (Den Haag, 14 september 2004) is een Nederlands voetballer van GD Estoril-Praia.

## Carrière
Finn Dicke speelde in de jeugd van HVV en ADO Den Haag en is ook Nederlands jeugdinternational. Sinds 2021 speelt hij in het onder-21-elftal van ADO, waar hij in januari 2022 een contract tot medio 2024 tekende. Hij debuteerde in het eerste elftal van ADO Den Haag op 5 mei 2022, in de laatste competitiewedstrijd van het seizoen, tegen FC Emmen. Hij kwam na de rust in het veld voor David Puclin. In de zomer van 2022 huurde ADO Titouan Thomas van GD Estoril-Praia, waar ADO-adviseur Ignacio Beristain president is. Als ruildeal zou Dicke de omgekeerde weg bewandelen, maar dit kwam niet rond omdat hij nog geen achttien jaar oud was. Nadat hij in september achttien werd, gaf de FIFA toestemming om deze huurdeal alsnog buiten de transferperiode rond te maken. Bij Estoril speelt Dicke in het onder-23-elftal. Na een half jaar nam Estoril Dicke definitief over. Hij debuteerde voor Estoril op 22 juli 2023 in de met 2-0 gewonnen thuiswedstrijd tegen Paços Ferreira in het toernooi om de Taça da Liga.

### Statistieken
| Seizoen                       | Club               | Land           | Competitie     | Competitie | Competitie | Beker | Beker | Totaal | Totaal |
| Seizoen                       | Club               | Land           | Competitie     | Wed.       | Dlp.       | Wed.  | Dlp.  | Wed.   | Dlp.   |
| ----------------------------- | ------------------ | -------------- | -------------- | ---------- | ---------- | ----- | ----- | ------ | ------ |
| 2021/22                       | ADO Den Haag       | Nederland      | Eerste divisie | 1          | 0          | 0     | 0     | 1      | 0      |
| 2022/23                       | ADO Den Haag       | Nederland      | Eerste divisie | 0          | 0          | 0     | 0     | 0      | 0      |
| 2022/23                       | → GD Estoril-Praia | Portugal       | Primeira Liga  | 0          | 0          | 0     | 0     | 0      | 0      |
| 2022/23                       | GD Estoril-Praia   | Portugal       | Primeira Liga  | 0          | 0          | 0     | 0     | 0      | 0      |
| 2023/24                       | GD Estoril-Praia   | Portugal       | Primeira Liga  | 0          | 0          | 2     | 0     | 2      | 0      |
| Carrièretotaal                | Carrièretotaal     | Carrièretotaal | Carrièretotaal | 1          | 0          | 2     | 0     | 3      | 0      |
| Bijgewerkt op 14 januari 2024 |                    |                |                |            |            |       |       |        |        |